# Đại học Mindelo
Đại học Mindelo (tiếng Bồ Đào Nha: Universidade do Mindelo) là một viện giáo dục đại học ở thành phố Mindelo, đảo São Vicente, Cape Verde. Trường được thành lập vào năm 2002 và chính thức bắt đầu hoạt động vào ngày 9 tháng 6 năm 2003 với tên gọi Instituto de Estudos Superiores Isidoro da Graça. Viện đại học được đổi tên thành Đại học Mindelo vào năm 2010.